# Neohydnobius irregularis
Neohydnobius irregularis – gatunek chrząszcza z rodziny grzybinkowatych i podrodziny Leiodinae.

## Taksonomia
Gatunek ten opisany został po raz pierwszy w 2017 roku przez Alfreda Francisa Newtona, Zdenka Šveca i Martina Fikáčka na łamach „Acta Entomologica Musei Nationalis Pragae”. Jako lokalizację typową wskazano Sendero Piedra w Parku Narodowym Nahuelbuta w prowincji Malleco na terenie chilijskiego regionu Araukania.

## Morfologia
Chrząszcz o owalnym w zarysie, przeciętnie sklepionym ciele długości od 1,5 do 2,1 mm i szerokości do 1,1 mm. Głowa jest czerwonobrązowa, pokryta drobną, poprzeczną mikrorzeźbą o wydłużonych oczkach oraz rozproszonym i drobnym punktowaniem oraz kilkoma punktami grubymi. Czułki mają sześć pierwszych członów rudawych, a pozostałe przyciemnione. Najszersze u podstawy przedplecze jest czerwonobrązowe, pokryte drobną, poprzeczną mikrorzeźbą o wydłużonych oczkach oraz drobnym, bezładnym punktowaniem oraz nielicznymi punktami grubszymi. Przednia krawędź przedplecza jest nieobrzeżona, boczne zwężone ku przodowi i w widoku bocznym lekko zakrzywione, kąty tylne tępe i szeroko zaokrąglone, a krawędź nasadowa lekko zakrzywiona i nieobrzeżona. Niewielkich rozmiarów tarczka ma poprzecznie mikrorzeźbioną powierzchnię i zaokrąglony wierzchołek. Pokrywy są brązowoczarne z rudobrązowymi bokami i szczytami, poprzecznie porysowane oraz bezładnie punktowane, pozbawione wyraźnych rzędów. Skrzydła tylnej pary są w pełni wykształcone. Spód ciała jest kasztanowy z ciemniejszym środkiem śródpiersia. Zapiersie w przeciwieństwie do N. argentinicus jest grubo i gęsto punktowane. Odnóża są rudobrązowe. Stopy przedniej pary mają pięć, a pozostałych par cztery człony. U samców przednia para ma człony stóp od pierwszego do trzeciego rozszerzone. Golenie ostatniej pary są pośrodku kątowo zakrzywione i dalej rozszerzone ku szczytowi. Sternity odwłoka punktowane są bardzo drobno. Genitalia samca cechują się obecnością pojedynczej pośrodkowo położonej szczecinki wierzchołkowej na paramerach oraz, w przeciwieństwie do N. brevis, kanciasto ściętym płatem środkowym edeagusa.

## Ekologia i występowanie
Owad neotropikalny, endemiczny dla Chile, ograniczony zasięgiem do regionów Biobío i Araukania. Znany jest z prowincji Ñuble, Malleco i Cautín, gdzie występuje w górach Nahuelbuta i Andach. Występuje na rzędnych od 300 do ponad 1600 m.m.p.m. Zasiedla waldiwijskie lasy deszczowe oraz lasy zdominowane przez bukany.